# Rejon chwojniński
Rejon chwojnicki (ros. Хвойнинский район) – rejon na północnym zachodzie europejskiej części Federacji Rosyjskiej, w obwodzie nowogrodzkim.
Rejon leży w północno-wschodniej części obwodu i zajmuje powierzchnię 3,2 tys. km². Obszar ten zamieszkuje 15 820 osób (2007 r.).
Ośrodkiem administracyjnym rejonu jest osiedle typu miejskiego Chwojnaja, liczące 6351 mieszkańców (2007 r.). Ponadto na terenie tym znajduje się 149 wsi.